# HVCH
HVCH (Heesche Voetbal Club Heesch) is een Nederlandse amateurvoetbalvereniging uit Heesch, een plaats in de gemeente Bernheze, provincie Noord-Brabant.

## Algemeen
De vereniging werd op 10 september 1932 opgericht. Thuishaven is het “Sportpark De Braaken” in Heesch.
Het clubblad heet Blauw Gras en verschijnt drie à vier keer per seizoen. In 2007 bestond de vereniging 75 jaar, dit werd gevierd met een wedstrijd tegen PSV die met 2-3 werd verloren. In 2010 werd het 1.300ste lid verwelkomd.
Vrouwenvoetbal wordt binnen de club steeds populairder. Er zijn diverse meidenteams en in het seizoen 2013/14 namen er voor het eerst drie vrouwenteams aan de competitie deel.

## Erelijst
- Vierde Klasse: 1970, 1979, 1985, 1989, 1999
- Tweede Klasse: 2008, 2010
- Eerste Klasse: 2022

## Standaardelftal
In het seizoen 2007/08 werd dit team kampioen in de Tweede klasse. Het bereiken van de Eerste klasse was voor de club een historisch hoogtepunt. Na een seizoen volgde degradatie naar de Tweede klasse, om meteen weer terug te keren naar de Eerste klasse.
Na het kampioenschap in de Eerste klasse speelt HVCH in het seizoen 2022/23 voor het eerst in de historie in de Vierde divisie.
KNVB Beker
In het seizoen 2010/11 nam het voor het eerst deel aan de landelijke KNVB Beker, in de 2e ronde werd met 1-5 verloren van Sparta Nijkerk.

### Competitieresultaten 1948–2025
| 6 4B |

| 2 4D |

| 4 4C |

| 8 4D |

| 7 4C |

| 4 4C |

| 3 4D |

| 9 4C |

| 10 4B |

| 11 4? |

|  |

|  |

|  |

|  |

|  |

|  |

|  |

|  |

|  |

|  |

| 4 4A |

| 8 4A |

| 1 4A |

| 9 3B |

| 8 3B |

| 9 3B |

| 9 3B |

| 11 3B |

| 2 4A |

| 5 4A |

| 4 4A |

| 1 4A |

| 2 3B |

| 9 3B |

| 11 3B |

| 8 4A |

| 4 4A |

| 1 4B |

| 11 3B |

| 5 4A |

| 2 4A |

| 1 4A |

| 8 3B |

| 12 3B |

| 11 4A |

| 3 4A |

| 2 4A |

| 4 3B |

| 9 3B |

| 11 3C |

| 2 4G |

| 1 4G |

| 7 3C |

| 5 3D |

| 2 3D |

| 3 3D |

| 3 3D |

| 4 3D |

| 3 3D |

| 4 2H |

| 1 2H |

| 11 1D |

| 1 2H |

| 3 1D |

| 2 1D |

| 10 1D |

| 6 1D |

| 6 1C |

| 2 1C |

| 6 1C |

| 2 1C |

| 10 1C |

| -- 1C |

| -- 1C |

| 1 1C |

| 11 B |

| 16 B |

| 14 1D |

| Vierde divisie | Eerste klasse | Tweede klasse | Derde klasse | Vierde klasse |

In elke staaf van de grafiek staat van boven naar beneden vermeld: 
- Eindnotering

Dit is de positie die de club heeft bereikt in de competitie, zonder eventuele beslissings-, play-off- of nacompetitiewedstrijden die nodig zijn geweest om bijvoorbeeld de kampioen van de competitie te bepalen.
Indien een * achter het getal staat is de notering een tussenstand en kan het zijn dat de notering niet overeenkomt met de uiteindelijke eindstand van de competitie.
Staat er een - dan is het seizoen nog bezig en is er geen definitieve uitslag bekend.
Staat er xx op de positie van de notering, dan heeft de club vroegtijdig de competitie verlaten. Dit kan onder andere komen door terugtrekking van het team, faillissement van de club of door een uitgedeelde straf van de KNVB. In veel gevallen staat elders in het artikel de reden vermeld.
Staat er een ? dan is het resultaat uit het verleden onbekend, en is alleen de competitie of het niveau bekend van dat seizoen.
In de seizoenen 2019/20 en 2020/21 werd wegens de coronacrisis het amateurvoetbal afgebroken. Daardoor kennen deze staven geen eindklassering (middels -- weergegeven).
- Competitieniveau en afdelingsletter of Officiële eindstand Eredivisie
  - Competitieniveau en afdelingsletter

Hierbij geeft het getal het niveau weer, dat ook terug te vinden is in de legenda. De letter is de afdelingsaanduiding en wordt gebruikt wanneer er meer afdelingen zijn op hetzelfde niveau. De afdelingsletter is altijd een hoofdletter en wordt meestal zonder nummer gebruikt.
Voorbeeld: 2F is niveau 2e klasse competitie F.
Het competitieniveau en nummer wordt niet vermeld wanneer er slechts één competitie van dit niveau was.
  - Officiële eindstand Eredivisie (getal staat tussen haakjes vermeld)

Sinds de introductie van play-offwedstrijden voor Europees voetbal na afloop van de reguliere competitie in 2005/06, is de KNVB verplicht een eindstand van de Eredivisie door te geven aan de UEFA aan de hand van deze play-offwedstrijden.
Bij deze eindstand staan clubs die zich hebben gekwalificeerd voor Europees voetbal hoger dan clubs die zich niet wisten te kwalificeren. Indien er geen verschil was tussen de eindnotering en de officiële eindstand, staat dit getal niet vermeld.

- Onderafdeling

Hier staat afgekort de naam van de onderafdeling indien de club in dat jaar in een onderafdeling uitkwam. Tevens staat deze afkorting in de legenda en wordt gelinkt naar het artikel over deze onderafdeling. Deze afkorting wordt alleen vermeld wanneer de club in het verleden in verschillende onderafdelingen heeft gespeeld. Deze vermelding is in de staaf altijd in kleine letters. Deze onderafdelingen zijn na het seizoen 1995/96 afgeschaft. Heeft de club in slechts één onderafdeling gespeeld, dan is dit alleen terug te vinden in de legenda.
Onder de staaf staat het jaartal vermeld waarin het seizoen is afgesloten. 15 verwijst naar het seizoen 2014/15 of eventueel het seizoen 1914/15.
Wanneer een staaf leeg is, zijn deze gegevens niet bekend. Het kan ook zijn dat de club dat seizoen niet heeft meegespeeld op het hogere amateurniveau, vroegtijdig de competitie heeft verlaten of uit de competitie is gezet.

In het seizoen 1944/45 was er wegens de Tweede Wereldoorlog geen regulier competitievoetbal.

## Vrouwen
Het eerste vrouwenvoetbalelftal speelt sinds het seizoen 2018/19 in de landelijke Eerste klasse zondag, daarvoor speelde het twee seizoenen in de Tweede klasse.

### Erelijst
kampioen Derde klasse: 2016

## Bekende (oud-)spelers
RKSV Avesteyn · VV Heeswijk · HVCH · RKSV Prinses Irene · Vorstenbossche Boys · WHV